# 射流 (数学)
射流，也称节（英語：Jet）在数学中是指取一个可微函数f并在其定义域的每一点产生一个多项式，也就是f的截尾泰勒多项式的操作。虽然这是一个射流的定义，射流理论将这些多项式作为抽象多项式而不是多项式函数。

## 欧氏空间之间的函数的射流
在给出一个射流的严格定义之前，有必要查看一些特殊情况。

### 例：一维情况
设{\displaystyle f:{\mathbb {R} }\rightarrow {\mathbb {R} }}是实值函数，在点{\displaystyle x_{0}}的领域U有至少k+1阶导数。那么根据泰勒定理，
{\displaystyle f(x)=f(x_{0})+f'(x_{0})(x-x_{0})+\cdots +{\frac {f^{(k)}(x_{0})}{k!}}(x-x_{0})^{k}+{\frac {R_{k+1}(x)}{(k+1)!}}(x-x_{0})^{k+1}}
其中
{\displaystyle |R_{k+1}(x)|\leq \sup _{x\in U}|f^{(k+1)}(x)|.}
那么f在点{\displaystyle x_{0}}的k-射流定义为多项式
{\displaystyle (J_{x_{0}}^{k}f)(z)=f(x_{0})+f'(x_{0})z+\cdots +{\frac {f^{(k)}(x_{0})}{k!}}z^{k}.}
射流通常视为变量z的抽象多项式，而不是一个该变量实际的多项式函数。换言之，z是一个不定变量，这使得我们可以在射流上施行各种代数操作。实际上，射流是从基点{\displaystyle x_{0}}得到它们的函数依赖关系。这样，通过变换基点，一个射流在每一点产生了一个k次多项式。这标志着射流和截尾泰勒级数的概念上的区别：通常泰勒级数被视为函数式地依赖于它的变量，而非其基点。另一方面，射流将泰勒级数的代数属性和它们的函数属性分离开来。我们将在本条目后面讨论该区别的原因和应用。

### 例：从欧氏空间到另一个欧氏空间的映射
假设{\displaystyle f:{\mathbb {R} }^{n}\rightarrow {\mathbb {R} }^{m}}是从一个欧氏空间到另一个的一个函数，有至少(k+1)阶导数。本例中，推广的泰勒定理断言
{\displaystyle f(x)=f(x_{0})+(Df(x_{0}))\cdot (x-x_{0})+{\frac {1}{2}}(D^{2}f(x_{0}))\cdot (x-x_{0})^{\otimes 2}+\cdots +{\frac {D^{k}f(x_{0})}{k!}}\cdot (x-x_{0})^{\otimes k}+{\frac {R_{k+1}(x)}{(k+1)!}}\cdot (x-x_{0})^{\otimes (k+1)}}
这个情况下，f的k-射流定义为多项式
{\displaystyle (J_{x_{0}}^{k}f)(z)=f(x_{0})+(Df(x_{0}))\cdot z+{\frac {1}{2}}(D^{2}f(x_{0}))\cdot z^{\otimes 2}+\cdots +{\frac {D^{k}f(x_{0})}{k!}}\cdot z^{\otimes k}}

### 例：射流的代数属性
射流可以加上两种基本的代数结构。第一个是乘积结构，虽然这最后是最不重要的。第二个是射流的复合结构。
若{\displaystyle f,g:{\mathbb {R} }^{n}\rightarrow {\mathbb {R} }}是一对实值函数，则我们可以定义它们的射流的积为
{\displaystyle J_{x_{0}}^{k}f\cdot J_{x_{0}}^{k}g=J^{k}(f\cdot g)}.
这里，我们略去了不定变量z，因为可以将射流理解为形式化多项式。这个乘积就是z上的普通多项式的乘积，以{\displaystyle z^{k+1}}为模。换言之，它是在环{\displaystyle {\mathbb {R} }[z]/(z^{k+1})}上的乘积，其中{\displaystyle (z^{k+1})}是由次数≥ k+1的齐次多项式生成的理想。
现在讨论射流的复合。为避免不必要的技术细节，我们考虑从原点映射到原点的函数的射流。若{\displaystyle f:{\mathbb {R} }^{m}\rightarrow {\mathbb {R} }^{\ell }}和{\displaystyle g:{\mathbb {R} }^{n}\rightarrow {\mathbb {R} }^{m}}满足f(0)=0和g(0)=0，则{\displaystyle f\circ g:{\mathbb {R} }^{n}\rightarrow {\mathbb {R} }^{\ell }}。射流的复合定义为
{\displaystyle J_{0}^{k}f\circ J_{0}^{k}g=J_{0}^{k}(f\circ g).}
它可以用链式法则直接证明构成一个原点的射流空间上的非交换操作。
实际上，k-射流的复合不过就是多项式的复合，以次数{\displaystyle >k}的齐次多项式为模。
例:
- 在一维，令{\displaystyle f(x)=\log(1-x)}而{\displaystyle g(x)=\sin \,x}。则

{\displaystyle (J_{0}^{3}f)(x)=-x-{\frac {x^{2}}{2}}-{\frac {x^{3}}{3}}}
{\displaystyle (J_{0}^{3}g)(x)=x-{\frac {x^{3}}{6}}}
且
{\displaystyle (J_{0}^{3}f)\circ (J_{0}^{3}g)=-\left(x-{\frac {x^{3}}{6}}\right)-{\frac {1}{2}}\left(x-{\frac {x^{3}}{6}}\right)^{2}-{\frac {1}{3}}\left(x-{\frac {x^{3}}{6}}\right)^{3}\ \ ({\hbox{mod}}\ x^{4})}
{\displaystyle =-x-{\frac {x^{2}}{2}}-{\frac {x^{3}}{6}}}

## 欧氏空间一点的射流：严格定义
本节集中描述在一点的一个函数的射流的两种不同的严格定义，之后讨论泰勒定理。这些定义在给出在两个流形之间的射流的内蕴定义中是很有用的。

### 解析定义
如下的定义采用了数学分析中定义射流和射流空间的思想。它可以推广到巴拿赫空间之间的光滑函数、实或复域之间的解析函数、p进分析、或是其它的分析领域。
令{\displaystyle C^{\infty }({\mathbb {R} }^{n},{\mathbb {R} }^{m})}为光滑函数{\displaystyle f:{\mathbb {R} }^{n}\rightarrow {\mathbb {R} }^{m}}的向量空间。令k为非负整数，并令p为{\displaystyle {\mathbb {R} }^{n}}的一点。我们在该空间定义一个等价关系{\displaystyle E_{p}^{k}}，也就是令两个函数f和g等价如果f和g在p有相同的值，并且所有它们的偏导数等价到k阶，若f和g在p数值相同，并且它们直到p阶的偏导数全部相同。
k阶射流空间{\displaystyle C^{\infty }({\mathbb {R} }^{n},{\mathbb {R} }^{m})}在点p定义为{\displaystyle E_{p}^{k}}的等价类集合，并记为{\displaystyle J_{p}^{k}({\mathbb {R} }^{n},{\mathbb {R} }^{m})}。
光滑函数{\displaystyle f\in C^{\infty }({\mathbb {R} }^{n},{\mathbb {R} }^{m})}的k阶射流定义为f在{\displaystyle J_{p}^{k}({\mathbb {R} }^{n},{\mathbb {R} }^{m})}中所属的等价类。

### 代数几何定义
如下定义采用代数几何和交换代数中的思想来建立射流和射流空间的概念。虽然这个定义不太适合代数几何本身，因为它属于光滑范畴，但也很容易修改为适合代数几何的使用的形式。
令{\displaystyle C^{\infty }({\mathbb {R} }_{p}^{n},{\mathbb {R} }^{m})}为光滑函数{\displaystyle f:{\mathbb {R} }^{n}\rightarrow {\mathbb {R} }^{m}}在{\displaystyle {\mathbb {R} }^{n}}中的点p的芽的向量空间。令{\displaystyle {\mathfrak {m}}_{p}}为在p为零的函数的理想。(这是局部环 {\displaystyle C^{\infty }({\mathbb {R} }_{p}^{n},{\mathbb {R} }^{m})}的极大理想。)则理想{\displaystyle {\mathfrak {m}}_{p}^{k+1}}由所有在点p直到k阶导数全部为零的函数的芽组成。现在我们可以定义p点的射流空间为
{\displaystyle J_{p}^{k}({\mathbb {R} }^{n},{\mathbb {R} }^{m})=C^{\infty }({\mathbb {R} }_{p}^{n},{\mathbb {R} }^{m})/{\mathfrak {m}}_{p}^{k+1}}
若{\displaystyle f:{\mathbb {R} }^{n}\rightarrow {\mathbb {R} }^{m}}为光滑函数，我们可以定义f在p的k阶射流为{\displaystyle J_{p}^{k}({\mathbb {R} }^{n},{\mathbb {R} }^{m})}的如下元素
{\displaystyle J_{p}^{k}f=f\ ({\hbox{mod}}\ {\mathfrak {m}}_{p}^{k+1})}

### 泰勒定理
不管怎样定义，泰勒定理建立了向量空间{\displaystyle J_{p}^{k}({\mathbb {R} }^{n},{\mathbb {R} }^{m})}和{\displaystyle {\mathbb {R} }^{m}[z]/(z^{k+1})}之间的标准同构。所以，在欧氏空间的范围中，射流通常可以和它们的多项式表示在这个同构下等同起来。

### 从一点到一点的射流空间
我们定义了位于一点{\displaystyle p\in {\mathbb {R} }^{n}}的射流的空间{\displaystyle J_{p}^{k}({\mathbb {R} }^{n},{\mathbb {R} }^{m})}由所有f(p)=q的函数f的射流组成的子空间记为
{\displaystyle J_{p}^{k}({\mathbb {R} }^{n},{\mathbb {R} }^{m})_{q}=\left\{J^{k}f\in J_{p}^{k}({\mathbb {R} }^{n},{\mathbb {R} }^{m})|f(p)=q\right\}}

## 两个流形间的函数的射流
若M和N是两个光滑流形，我们如何定义函数{\displaystyle f:M\rightarrow N}的射流?也许可以通过M和N上的局部坐标来定义。这个方法的缺点是流形不能在这种方式下以等变的形式来定义。射流不像张量那样变换。实际上，两个流形间的函数的射流属于一个射流丛。
本节先引入从实直线到流形的函数的射流的概念。然后，证明这样的射流构成一个纤维丛，和切丛类似，它也是一个射流丛的一个伴随丛。接下来，讨论定义两个光滑流形间的函数的射流的问题。在整节中，我们全部采用分析方法。虽然代数几何方法在很多应用中更合适，因其过于微妙不便于在此系统论述。细节请参看射流 (代数几何)。

### 从实直线到流形的函数的射流
假设M为一个光滑流形，p为其中一点。我们来定义穿过p的曲线的射流，我们所指的曲线也即使得f(0)=p的光滑函数{\displaystyle f:{\mathbb {R} }\rightarrow M}。定义一个等价关系{\displaystyle E_{p}^{k}}如下。令f和g为一对穿过p的曲线。我们称f和g在p为k阶等价，如果存在p的某个邻域U，使得对于每个光滑函数{\displaystyle \varphi :U\rightarrow {\mathbb {R} }}, {\displaystyle J_{0}^{k}(\varphi \circ f)=J_{0}^{k}(\varphi \circ g)}。注意，这些射流是定义良好的，因为复合函数{\displaystyle \varphi \circ f}和{\displaystyle \varphi \circ g}只是从实直线到自身的映射而已。该等价关系有时称为在点p的曲线的k阶相切。
现在我们定义k阶射流空间{\displaystyle J_{0}^{k}({\mathbb {R} },M)_{p}}为在{\displaystyle E_{p}^{k}}关系下穿过p的曲线构成的等价类。曲线f穿过p的k阶射流定义为f所属的等价类，记为{\displaystyle J^{k}f} or {\displaystyle J_{0}^{k}f}。
这构成了一个实向量空间。随着p在M中变化，{\displaystyle J_{0}^{k}({\mathbb {R} },M)_{p}}构成了M上的一个纤维丛:k阶切丛，经常记为TkM （虽然这个记号有时会导致混淆）。在k=1时，一阶切丛就是通常的切丛：T1M=TM。
要证明TkM实际上构成一个纤维丛，我们需要查看一下{\displaystyle J_{0}^{k}({\mathbb {R} },M)_{p}}在局部坐标中的属性。令(xi)= (x1,...,xn)为M在p的邻域U中的一个局部坐标系。稍微滥用记号一下，我们可以视(xi)为一个局部微分同胚{\displaystyle (x^{i}):M\rightarrow \mathbb {R} ^{n}}。
断言：穿过p的两条曲线f和g以{\displaystyle E_{p}^{k}}为模等价，当且仅当{\displaystyle J_{0}^{k}\left((x^{i})\circ f\right)=J_{0}^{k}\left((x^{i})\circ g\right)}在p的某个邻域{\displaystyle U\subset V}上成立。
显然，仅当这部分很清楚，因为这n的函数x1,...,xn的每一个都是从M到{\displaystyle {\mathbb {R} }}的光滑函数。所以按照等价关系{\displaystyle E_{p}^{k}}的定义，两个等价曲线必须满足{\displaystyle J_{0}^{k}(x^{i}\circ f)=J_{0}^{k}(x^{i}\circ g)}。
反过来，假设φ是一个M上在p的一个邻域内的光滑实值函数。因为每个光滑函数有一个局部坐标表达式，我们可以将φ表达为坐标的函数。精确地讲，假设Q是M中接近 p的一点，则
{\displaystyle \varphi (Q)=\psi (x_{1}(Q),\dots ,x_{n}(Q))}
对于某个n个实变量的光滑实值函数ψ成立。因此，对于穿过p的曲线f和g，我们有
{\displaystyle \varphi \circ f=\psi (x_{1}\circ f,\dots ,x_{n}\circ f)}
{\displaystyle \varphi \circ g=\psi (x_{1}\circ g,\dots ,x_{n}\circ g)}
从链式法则即可得到断言中当的部分。例如，若f和g是实变量t的函数，则
{\displaystyle \left.{\frac {d}{dt}}\left(\psi \circ f\right)(t)\right|_{t=0}=\sum _{i=1}^{n}\left.{\frac {d}{dt}}(x_{i}\circ f)(t)\right|_{t=0}\ (D_{i}\psi )\circ f(0)}
这和同样的表达式中用g代替f计算有相同的值，因为f(0)=g(0)=p并且f和g在坐标系(xi)中k阶相切。
因此，这个表面上的纤维丛TkM确实有每个坐标邻域中的局部平凡化。至此，要证明这个表面上的纤维丛是真正的纤维丛，只需证明它在坐标变换下有非奇异的变换函数。令{\displaystyle (y^{i}):M\rightarrow {\mathbb {R} }^{n}}为一个不同的坐标系，并令{\displaystyle \rho =(x^{i})\circ (y^{i})^{-1}:{\mathbb {R} }^{n}\rightarrow {\mathbb {R} }^{n}}为相伴随的从欧氏空间到自身的坐标变换微分同胚。通过{\displaystyle {\mathbb {R} }^{n}}的仿射变换，我们可以不失一般性地假设ρ(0)=0。在该假设下，只要证明{\displaystyle J_{0}^{k}\rho :J_{0}^{k}({\mathbb {R} }^{n},{\mathbb {R} }^{n})\rightarrow J_{0}^{k}({\mathbb {R} }^{n},{\mathbb {R} }^{n})}是射流复合下的可逆变换即可。（参看射流群。）但是由于ρ是微分同胚，{\displaystyle \rho ^{-1}}也是光滑映射。因而，
{\displaystyle I=J_{0}^{k}I=J_{0}^{k}(\rho \circ \rho ^{-1})=J_{0}^{k}(\rho )\circ J_{0}^{k}(\rho ^{-1})}
这表明{\displaystyle J_{0}^{k}\rho }是非奇异的。而且，它是光滑的，虽然我们这里并不需要利用这一点。
直观的来讲，这意味着我们可以用M上的局部坐标中的泰勒级数来表达一个曲线的射流。
局部坐标中的例子：
- 如前所示，通过p的一条曲线的1阶射流就是一个切向量。在p的一个切向量就是一个一阶微分算子，它作用于p点的光滑实值函数。在局部坐标中，每个切向量有如下形式

{\displaystyle v=\sum _{i}v^{i}{\frac {\partial }{\partial x^{i}}}}
给定这样的一个切向量v，令f为在坐标系xi中用{\displaystyle x^{i}\circ f(t)=tv^{i}}给定的曲线。若φ是p的一个邻域中的光滑函数，且φ(p)=0，则
{\displaystyle \varphi \circ f:{\mathbb {R} }\rightarrow {\mathbb {R} }}
是一个光滑实值单变量函数，其1阶射流如下
{\displaystyle J_{0}^{1}(\varphi \circ f)(t)=tv^{i}{\frac {\partial f}{\partial x^{i}}}(p)}.
这表明，可以自然地将切向量和过该点的曲线的1阶射流等同起来。
- 过一点的曲线的二阶射流。

在以点p为中心的局部坐标系xi中，我们可以将曲线f(t)的二阶泰勒多项式表达如下
{\displaystyle x^{i}(t)=t{\frac {dx^{i}}{dt}}(0)+{\frac {t^{2}}{2}}{\frac {d^{2}x^{i}}{dt^{2}}}.}
所以在这个x坐标系中，过p的曲线的2阶射流可以等同为一个实数的列表{\displaystyle ({\dot {x}}^{i},{\ddot {x}}^{i})}。和且向量（曲线的1阶射流）一样，2阶射流在坐标变换函数作用下的某种变化法则。
令(yi)为另一坐标系。按链式法则，
{\displaystyle {\frac {d}{dt}}y^{i}(x(t))={\frac {\partial y^{i}}{\partial x^{j}}}(x(t)){\frac {dx^{j}}{dt}}(t)}
{\displaystyle {\frac {d^{2}}{dt^{2}}}y^{i}(x(t))={\frac {\partial ^{2}y^{i}}{\partial x^{j}\partial x^{k}}}(x(t)){\frac {dx^{j}}{dt}}(t){\frac {dx^{k}}{dt}}(t)+{\frac {\partial y^{i}}{\partial x^{j}}}(x(t)){\frac {d^{2}x^{j}}{dt^{2}}}(t)}
因此，变换通过在t=0计算如下两个表达式给出。
{\displaystyle {\dot {y}}^{i}={\frac {\partial y^{i}}{\partial x^{j}}}(0){\dot {x}}^{j}}
{\displaystyle {\ddot {y}}^{i}={\frac {\partial ^{2}y^{i}}{\partial x^{j}\partial x^{k}}}(0){\dot {x}}^{j}{\dot {x}}^{k}+{\frac {\partial y^{i}}{\partial x^{j}}}(0){\ddot {x}}^{k}.}
注意，二阶射流的变化法则在坐标变换函数中是二阶的。

### 从流形到流形的函数的射流
现在可以定义从流形到流形的函数的射流了。
设M和N为两个光滑流形。令p为M一点。考虑由定义在p的某个邻域中的光滑映射{\displaystyle f:M\rightarrow N}组成的空间{\displaystyle C_{p}^{\infty }(M,N)}。在{\displaystyle C_{p}^{\infty }(M,N)}上定义一个等价关系{\displaystyle E_{p}^{k}}如下。两个映射f和g称为等价的，若对于每条穿过p的曲线γ（按此处常规，这表示一个使得{\displaystyle \gamma (0)=p}的映射{\displaystyle \gamma :{\mathbb {R} }\rightarrow M}，）我们在p的某个领域上有{\displaystyle J_{0}^{k}(f\circ \gamma )=J_{0}^{k}(g\circ \gamma )}。
{\displaystyle J_{p}^{k}(M,N)}的射流空间则定义为{\displaystyle C_{p}^{\infty }(M,N)}以等价关系{\displaystyle E_{p}^{k}}为模的等价类的集合。注意，因为目标空间N不需要有代数结构，{\displaystyle J_{p}^{k}(M,N)}也可以没有这样的结构。也就是说，这和欧氏空间的情形实际上形成鲜明的对比。
若{\displaystyle f:M\rightarrow N}是定义在p附近的光滑函数，则我们定义f在p的k阶射流{\displaystyle J_{p}^{k}f}为f以{\displaystyle E_{p}^{k}}为模所属的等价类。

## 截面的射流
本节讨论向量丛的局部截面的射流的概念。所有本节的内容可以在做适当的改动后推广到纤维丛、巴拿赫流形上的巴拿赫丛、纤维化流形、或者概形上的准一致层的局部截面的情况。而且，这些例子只是可以作的推广的一部分而已。
设E为流形M上的有限维光滑向量丛，其投影为{\displaystyle \pi :E\rightarrow M}。则E的截面为满足{\displaystyle \pi \circ s}为M上的恒等自同构的光滑函数{\displaystyle s:M\rightarrow E}。截面s在p的一个邻域上的射流就是从M到E的光滑函数在点p的射流。
这些在点p的射流的空间记为{\displaystyle J_{p}^{k}(M,E)}。虽然这个记法可能会和更一般的两个流形间的函数的射流空间造成混淆，上下文通常可以消除这种歧义。
和从流形到另一流形的函数的射流不同，在p的截面的射流有继承自截面本身的向量空间结构的向量空间结构。随着p在M上变化，射流空间{\displaystyle J_{p}^{k}(M,E)}形成一个M上的丛，也就是E的k阶射流丛，记为Jk(E)。
- 例：切丛的一阶射流丛。

我们采用一点的局部坐标。考虑一个向量场
{\displaystyle v=v^{i}(x)\partial /\partial x^{i}}
在M中点p的一个邻域。v的一阶射流可以通过取向量场的系数的一阶泰勒多项式得到：
{\displaystyle v^{i}(x)=v^{i}(0)+x^{j}{\frac {\partial v^{i}}{\partial x^{j}}}(0)=v^{i}+v_{j}^{i}x^{j}}
在这个x坐标中，在一点的1阶射流可以和实数的列表{\displaystyle (v^{i},v_{j}^{i})}等同起来。这和将一点的切向量和列表(vi)等同起来是一样的。在特定的坐标变换的变换法则之下，我们必须知道该变换如何影响这个列表{\displaystyle (v^{i},v_{j}^{i})}。
因此我们考虑变换到另一个坐标系yi时所需的变化。令wk为向量场v在y坐标中的表示。则在y坐标系中，v的一阶射流是新的实数列表{\displaystyle (w^{i},w_{j}^{i})}。因为
{\displaystyle v=w^{k}(y)\partial /\partial y^{k}=v^{i}(x)\partial /\partial x^{i},}
我们有
{\displaystyle w^{k}(y)=v^{i}(x){\frac {\partial y^{k}}{\partial x^{i}}}(x).}
所以
{\displaystyle w^{k}(0)+y^{j}{\frac {\partial w^{k}}{\partial y^{j}}}(0)=\left(v^{i}(0)+x^{j}{\frac {\partial v^{i}}{\partial x^{j}}}\right){\frac {\partial y^{k}}{\partial x^{i}}}(x)}
用泰勒级数展开，我们有
{\displaystyle w^{k}={\frac {\partial y^{k}}{\partial x^{i}}}(0)v^{i}}
{\displaystyle w_{j}^{k}=v^{i}{\frac {\partial ^{2}y^{k}}{\partial x^{i}\partial x^{j}}}+v_{j}^{i}{\frac {\partial y^{k}}{\partial x^{i}}}.}
注意变换法则在坐标变换函数中也是二阶的。

### 向量丛之间的微分算子
参看微分算子#坐标无关表述。

## 参看
- 射流丛